# Roberto Abbado
Roberto Abbado (* 30. Dezember 1954 in Mailand) ist ein italienischer Dirigent.

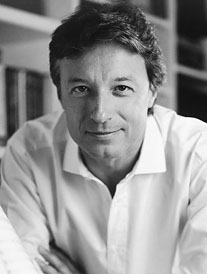
Roberto Abbado

## Leben und Wirken
Roberto Abbado ist der Sohn des Komponisten Marcello Abbado und Neffe des Dirigenten Claudio Abbado. Er studierte an den Konservatorien von Pesaro, Mailand und Rome, hier bei Franco Ferrara. Sein Debüt gab er 1977 mit dem Orchester der Accademia Nazionale di Santa Cecilia. Dort war er der einzige Student, der jemals das Orchestra di Santa Cecilia dirigieren durfte. Mit 23 dirigierte er seine erste Oper, Giuseppe Verdis Simon Boccanegra in Macerata. Von 1991 bis 1998 war er Chefdirigent des Münchner Rundfunkorchesters.
Er tritt weltweit mit berühmten Orchestern und Solisten auf, darunter die Staatskapelle Dresden, das Gewandhausorchester Leipzig, das Israel Philharmonic Orchestra, das Concertgebouw-Orchester Amsterdam, das Orchestre National de France, das Orchestre de Paris, das Orchester der Mailänder Scala sowie zahlreichen bedeutenden Sinfonieorchestern in Amerika. 2008 leitete er das Neujahrskonzert von Venedig. 
Als Operndirigent leitete er zahlreiche Neuproduktionen unter anderem an der Mailänder Scala, der Wiener Staatsoper, der Deutschen Oper Berlin, der Bayerischen Staatsoper, der Opéra national de Paris, der Metropolitan Opera New York sowie bei Festivals wie dem Rossini Opera Festival Pesaro.
2005 wurde er zum Künstlerischen Partner des St. Paul Chamber Orchestra in Saint Paul, Minnesota ernannt. Zwischen 2015 und 2019 war er musikalischer Leiter des Palau de les Arts Reina Sofía in Valencia und von 2018 bis 2022 leitete er das Festival Verdi in Parma.

## Auszeichnungen
- 2008: Premio Abbiati

## Diskografie
- Puccini: Turandot – Münchner Rundfunkorchester, Éva Marton, Ben Heppner, Margaret Price – 1993 Sony, RCA
- Bellini: I Capuleti e i Montecchi – Münchner Rundfunkorchester, Vesselina Kasarova, Eva Mei, Ramón Vargas, Umberto Chiummo, Simone Alberghini – 1998 Sony, RCA. Pick of the Year 1999, BBC Music Magazine.
- Donizetti: Don Pasquale – Münchner Rundfunkorchester, Renato Bruson, Eva Mei, Frank Lopardo, Thomas Allen – 1994 Sony, RCA
- Rossini: Tancredi – Münchner Rundfunkorchester, Vesselina Kasarova, Eva Mei, Ramón Vargas, Veronica Cangemi – 1996 Sony, RCA. ECHO Klassik 1997.
- Juan Diego Flórez – Arias for Rubini (Rossini, Bellini, Donizetti) – Accademia Nazionale di Santa Cecilia – 2007 Decca
- Juan Diego Flórez – L’amour – Orchester und Chor des Teatro Comunale di Bologna – 2013 Decca. Diapason d’or 2014.
- Elīna Garanča – Bel Canto – Filarmonica del Teatro Comunale di Bologna – 2009 Deutsche Grammophon. ECHO Klassik 2010.
- Elīna Garanča – Revive – Orquestra de la Comunitat Valenciana – 2015 Deutsche Grammophon.
- Luca Francesconi: Cobalt Scarlet – Rest – Orchestra Sinfonica Nazionale della RAI, Anssi Karttunen – 2005 Stradivarius

## DVD and Blu-Ray
- Giordano: Fedora – Mirella Freni, Plácido Domingo – 1997 Deutsche Grammophon
- Rossini: Zelmira – Juan Diego Flórez, Kate Aldrich, Gregory Kunde – 2009 Decca
- Rossini: Ermione – Sonia Ganassi, Gregory Kunde – 2009 Dynamic
- Rossini: Mosè in Egitto – Sonia Ganassi, Riccardo Zanellato, Dmitry Korchak – 2012 Opus Arte